# Love Ball
Love Ball — это светское мероприятие, которое проводит Фонд Натальи Водяновой «Обнаженные сердца» с целью собрать средства на строительство игровых парков и детских площадок, а также на поддержку семей, воспитывающих детей с особенностями развития. Кульминация мероприятия — благотворительный аукцион в поддержку программ Фонда. Первый Love Ball прошел в Москве в 2008 году в усадьбе Царицыно. В 2010 году Love Ball прошел в Лондоне.
Love Ball 2011 прошел в усадьбе Валентино — Château de Wideville под Парижем в 2011 году.

## Love Ball 2008
Первый Love Ball был организован в Москве, для его проведения в усадьбе Царицыно был построен внушительных размеров Ледяной дворец. Среди гостей вечера были Натали Имбруглиа, Люси Лью, Ева Герцигова, Валентино и другие. Во время вечера состоялось выступление группы Razorlight. Первый Love Ball собрал 5 миллионов долларов для фонда Натальи Водяновой.

## Love Ball 2010
В 2010 году Love Ball прошел в Roundhouse в Лондоне. Гостями вечера стали Шарлотта Казираги, Кейт Мосс, Марио Тестино, Донна Каран, Элизабет Херли, Стелла Маккартни, Леона Льюис, Джулия Рестуан-Ройтфельд и другие. Мероприятие помогло фонду «Обнаженные сердца» собрать 1,2 миллиона фунтов стерлингов.

## Love Ball White Fairy Tale 2011
В 2011 году Love Ball прошел под Парижем в особняке Валентино. На благотворительный вечер и аукционе было собрано 2,3 млн евро на программы Фонда «Обнаженные средца». Среди гостей вечера были Кристиан Лубутен, Маргерита Миссони, Ева Герцигова, Томми Хилфигер, Дафна Гиннесс, Марк Ньюсон, Арки Бюссон, Рикардо Тиши, Мэттью Фрейд, Валентино Гаравани, Ксения Собчак, Дима Билан, Ульяна Сергеенко и другие. Ведущей вечера стала Энн Хэтэуэй
На аукционе были выставлены платья, специально созданные известными дизайнерами и домами моды, такими как Agent Provocateur, Alena Akmadullina, Alexander McQueen, Alexander Wang, Balmain, Burberry, Calvin Klein, Chanel, Christopher Kane, Christian Dior, Denis Simachev, Diane von Furstenberg, Dolce and Gabbana, Franck Sorbier, Gareth Pugh, Giambattista Valli, Giles Deacon, Giorgio Armani, Givenchy, Gucci, Hussein Chalayan, Julien McDonald, Lanvin, Louis Vuitton, Marchesa, Nina Ricci, Olivier Theyskens, Oscar de la Renta, Prada, Riccardo Tisci, Roberto Cavalli, Stella McCartney, Tsumori Chisato, Uliana Sergeenko, Valentin Yudaskin, Valentino, Valentino Garavani, Vera Wang, Versace, Vika Gasinskaya, Viktor and Rolf, Vivienne Westwood, Worth, Yves Saint Laurent и Yulia Yanina.

## Love Ball RIVIERA 2013
27 июля 2013 года Love Ball прошел в княжестве Монако. Бал прошел под патронажем княжеской семьи, на вечере лично присутствовали князь Монако Альбер, княгиня Шарлен и принцесса Каролина. На благотворительном аукционе Фонду "Обнаженные сердца" удалось собрать 3,2 млн евро на программы поддержки детей с особенностями развития и строительства игровых парков и площадок.